# Ligne Sōtetsu Izumino
La ligne Sōtetsu Izumino (相鉄いずみ野線, Sōtetsu Izumino-sen) est une ligne ferroviaire de la compagnie privée Sōtetsu dans la préfecture de Kanagawa au Japon. Elle relie la gare de Futamatagawa à Yokohama, à celle de Shōnandai à Fujisawa.

## Histoire
La ligne est ouverte le 8 avril 1976 entre Futamatagawa et Izumino. Elle est prolongée à Shōnandai en 1999.

## Caractéristiques

### Ligne
- Longueur : 11,3 km
- Ecartement : 1 067 mm
- Alimentation : 1 500 Vcc par caténaire

## Liste des gares
La ligne comporte 8 gares numérotées SO10 et de SO31 à SO37 .
| Numéro | Gare              | Nom japonais   | Distance (km) | Correspondances                                   | Localisation |
| ------ | ----------------- | -------------- | ------------- | ------------------------------------------------- | ------------ |
| SO10   | Futamatagawa      | 金手二俣川     | 0             | Sōtetsu : Sōtetsu (interconnexion)                | Yokohama     |
| SO31   | Minami-Makigahara | 金手南万騎が原 | 1,6           |                                                   | Yokohama     |
| SO32   | Ryokuentoshi      | 金手緑園都市   | 3,1           |                                                   | Yokohama     |
| SO33   | Yayoidai          | 金手弥生台     | 4,9           |                                                   | Yokohama     |
| SO34   | Izumino (ja)      | 金手いずみ野   | 6,0           |                                                   | Yokohama     |
| SO35   | Izumi-chūō        | 金手いずみ中央 | 8,2           |                                                   | Yokohama     |
| SO36   | Yumegaoka         | 金手ゆめが丘   | 9,3           |                                                   | Yokohama     |
| SO37   | Shōnandai         | 金手湘南台     | 11,3          | Métro de Yokohama : ligne bleue Odakyū : Enoshima | Fujisawa     |